# Rupovo Brdo
Rupovo Brdo (cyr. Рупово Брдо) – wieś w Bośni i Hercegowinie, w Republice Serbskiej, w gminie Milići. W 2013 roku liczyła 20 mieszkańców.